# Зиновьево (Кольчугинский район)
Зиновьево — село в Кольчугинском районе Владимирской области России. Входит в состав Раздольевского сельского поселения.

## География
Расположено в 19 км на юг от центра поселения посёлка Раздолье и в 23 км на юг от районного центра города Кольчугина.

## История
В 1731 году на средства монастыря в Зиновьеве была построена деревянная церковь во имя святого Николая Чудотворца. В 1813 году вместо деревянной церкви в Зиновьеве была начата стройка каменного храма. Она продолжалась 9 лет, храм был освящен в 1822 году. В 1843 году он был расширен, с того времени вид его уже не изменялся, внутренние украшения возобновлялись не однажды. Престолов в храме три: в холодной в честь Воскресения Христова, в трапезе теплой во имя святого Николая чудотворца и святого великомученика Димитрия Селунского. После окончания Владимирской духовной семинарии священником в храме был поставлен Пётр Васильевич Борисоглебский, в семье которого родился в 1849 году сын Василий, будущий ректор Воронежской духовной семинарии.
В селе с 1886 года существовала земская народная школа.
В конце XIX — начале XX века село входило в состав Короваевской волости Покровского уезда, с 1924 года было в Кольчугинской волости Александровского уезда. 
С 1929 года село являлось центром Зиновьевского сельсовета в составе Кольчугинского района, с 1954 года — в составе Завалинского сельсовета, с 2005 года — в составе Раздольевского сельского поселения.

## Население
| 1859 | 1905 | 1926 | 2002 | 2010 | 2021 |
| ---- | ---- | ---- | ---- | ---- | ---- |
| 374  | ↗447 | ↘382 | ↘108 | ↘93  | ↘70  |

## Достопримечательности
В селе находится действующая церковь Воскресения Христова (1813-1869).